# Studio 100 Film
Studio 100 Film is een Duitse dochteronderneming van het Belgische Studio 100, opgericht in 2009. Het bedrijf richt zich op de internationale distributie van animatiefilms.

## Geschiedenis
Na de overname van E.M. Entertainment, en de focus naar de internationale markten door Studio 100, werd in 2009 in München een nieuw bedrijf opgericht, om de in de pijplijn zittende eigen animatiefilms internationaal te verkopen.
Naast de distributie van de door de Studio 100 Group geproduceerde animatiefilms verleent het bedrijf zijn diensten ook aan derde partijen. In 2016 maakte Studio 100 Film bekend dat ze de Argentijnse animatiefilm Quixote’s - The Heirs of La Mancha, een film rond het verhaal van Don Quichot, internationaal gaan verdelen.